# Lineus orientalis
Lineus orientalis är en djurart som tillhör fylumet slemmaskar, och som beskrevs av Punnett och Cooper 1901. Lineus orientalis ingår i släktet Lineus och familjen Lineidae. Inga underarter finns listade i Catalogue of Life.